# والتر مونک
والتر مونک (انگلیسی: Walter Munk; ۱۹ اکتبر ۱۹۱۷ – ۸ فوریهٔ ۲۰۱۹) دانشمند در زمینه اقیانوس‌نگاری اهل ایالات متحده آمریکا بود.
وی همچنین برندهٔ جوایزی همچون نشان ملی علوم، مدال طلائی انجمن سلطنتی اختر شناسان، جایزه کیوتو، مدال الکساندر اگسیز، و کمک‌هزینه گوگنهایم شده‌است.